# Eparchia di Pokrovsk

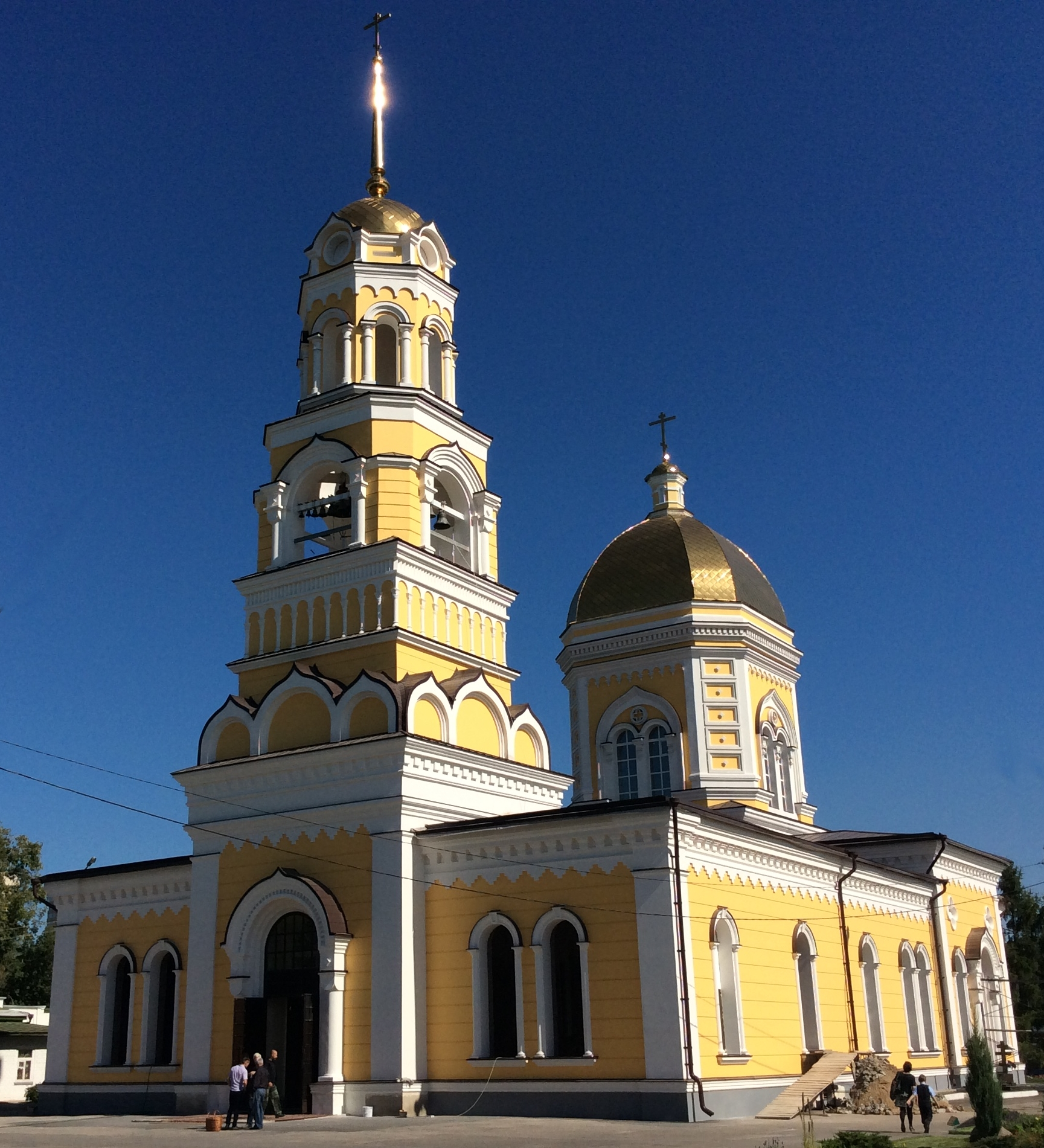
La cattedrale della Santissima Trinità di Engels.

L'eparchia di Pokrovsk (in russo Покровская епархия?) è una diocesi della Chiesa ortodossa russa, appartenente alla metropolia di Saratov.

## Territorio
L'eparchia comprende la città di Engels e i rajon Aleksandrovo-Gajskij, Dergačëvskij, Eršovskij, Krasnokutskij, Novouzenskij, Ozinskij, Petrovskij, Rovenskij, Sovetskij, Fëdorovskij e Ėngel'sskij nella oblast' di Saratov.
Sede eparchiale è Engels, nota in passato con il nome di Pokrovsk, dove si trova la cattedrale della Santissima Trinità.
L'eparca ha il titolo ufficiale di «eparca di Pokrovsk e Novouzensk».

## Storia
L'eparchia è stata eretta dal Santo Sinodo della Chiesa ortodossa russa il 5 ottobre 2011, ricavandone il territorio dall'eparchia di Saratov, e contestualmente è entrata a far parte della metropolia di Saratov.
Il 24 marzo 2022 ha ceduto una porzione di territorio a vantaggio dell'erezione dell'eparchia di Balakovo.